# De onthoofde sfinx
De onthoofde sfinx is het 4e stripverhaal van De Kiekeboes. De reeks wordt getekend door striptekenaar Merho.

## Verhaal
Op reis moet de familie Kiekeboe onderweg in een vervallen huis schuilen voor de hevige stortregens. Daar wordt Konstantinopel bestraald door een mysterieus piramidetje. Hij spreekt alleen maar wartaal. Om Konstantinopel uit zijn lijden te verlossen, trekt Kiekeboe samen met hem en archeoloog Vladimir Zarkofaag naar Egypte. Maar een geheimzinnige groene mummie en Balthazar, diens assistent, willen hen in de val lokken.

## Uitgavegeschiedenis
Het verhaal werd van 3 januari tot en met 17 april 1978 voorgepubliceerd in de krant Het Laatste Nieuws.